# Per Bergman (fackföreningsman)
Per Bergman, född 5 november 1882 i Österbitterna socken i dåvarande Skaraborgs län, död 30 juni 1938 i Stockholm, var en svensk fackföreningsman.
Bergman arbetade i jordbruk samt som skräddare och modellsnickare samtidigt som han var verksam inom fackförenings- och nykterhetsrörelsen. Åren 1917–1920 var han ombudsman för Svenska träarbetareförbundet och inom Landsorganisationen 1920–1930, där han blev 1:e sekreterare 1930. Bergman utsågs till ledamot av Statens arbetslöshetskommission 1933 och Arbetsrådet 1936. Bergman satt med i styrelsen för AB Real-Film som stiftades 1933 men lämnade denna efter en schism om den så kallade Lotsfilmen, som sedermera blev filmen Havets melodi. Per Bergman är begravd på Norra begravningsplatsen utanför Stockholm.